# Johann Friedrich Meckel

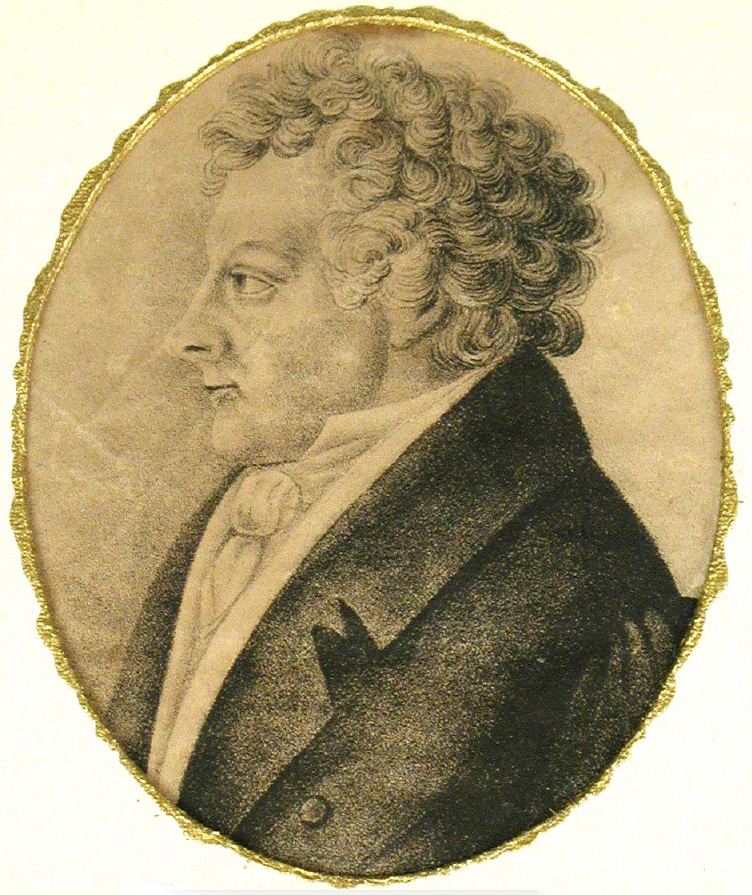
Johann Friedrich Meckel

Johann Friedrich Meckel, numit și cel Tânăr sau Johann Friedrich Meckel von Helmsbach (n. 17 octombrie 1781 - d. 31 octombrie 1833) a fost anatomist german. Alături de Étienne Geoffroy Saint-Hilaire, este considerat întemeietorul teratologiei.

## Biografie
S-a născut la Halle. A studiat medicina la universitatea din orașul natal. Printre marii săi profesori putem menționa: Johann Christian Reil și tatăl său, Philipp Friedrich Theodor Meckel.
În afară de medicină (în special anatomie și farmacologie), Meckel mai studiat și câteva limbi străine ca: engleza, franceza, italiana, latina.
În perioada 1801 - 1802, frecventează Universitatea din Göttingen unde, sub îndrumarea lui Johann Friedrich Blumenbach, studiază anatomie, antropologie și obstetrică.
În 1802 își dă doctoratul la Halle cu lucrarea De cordis conditionibus abnormibus, referitoare la anomalii cardiace. Apoi întreprinde o călătorie de studii la Würzburg și Viena. În 1883 este nevoit să se întoarcă datorită decesului tatălui său. Ulterior pleacă la Paris în scopul completării cunoștințelor, unde frecventează cursurile de anatomie ale lui Georges Cuvier.

## Contribuții
Meckel a fost unul din fondatorii teratologiei, ocupându-se în special defectele congenitale și anomaliile din perioada dezvoltării embrionare. Ca adept al naturalistului evoluționist, Jean-Baptiste de Lamarck, Meckel considera că dezvoltarea formațiunilor anormale se supune acelorași legi naturale ale dezvoltării organismelor.
Două structuri anatomice îi poartă numele:
- diverticulul lui Meckel - defect congenital al intestinului subțire ce apare numai la 2% din indivizi;
- cartilajul lui Meckel - la embrion, acea bară osoasă din care se dezvoltă mandibula.

De asemenea, sindromul Meckel (numit și sindromul Meckel-Gruber) îi poartă numele.